# Demografia Cehiei
Populația:  10.246.000 locuitori(2004);  10,2 milioane locuitori (2006)
Natalitate: 9,1‰
Mortalitate: 10,5‰
Spor natural: -1,4‰
Speranța de viață la naștere: 72 de ani (masc.) și 79 de ani (fem.)
Populație urbană: 74,6% (1997)
Orașe principale (mii de locuitori): Brno (370,5); Ostrava (314,1); Plzeň (163,8); Olomouc (101,6); Liberec (97,7), České Budějovice (96,0); Hradec Králové (95,8); Ústí nad Labem (94,5); Pardubice (89,7); Zlin (79,8); Kladno (70,3)
Naționalitate: cehi 90,4%, moravi 3,7%, slovaci 1,9%, polonezi 0,5%, germani 0,4%
Culte: catolicism 43,8%, protestanți 3,1%, ortodocși 0,6%, nereligioși 31,9%, atei 5,0%